# Habib Fardan
Habib Al Fardan (arabe : حبيب الفردان), né le 12 mars 1990 à Dubaï aux Émirats arabes unis, est un joueur de football international émirati, qui évolue au poste de milieu de terrain.

## Biographie

### Carrière en sélection
Avec l'équipe des Émirats arabes unis, il possède 34 sélections (avec 5 buts inscrits) depuis 2012. 
Il figure dans le groupe des sélectionnés lors de la Coupe d'Asie des nations de 2015, où son équipe se classe troisième.
Il participe également aux Jeux olympiques d'été de 2012. Lors du tournoi olympique organisé à Londres, il joue deux matchs : contre la Grande-Bretagne puis contre le Sénégal.
Il dispute enfin la Coupe du monde des moins de 20 ans 2009 qui se déroule en Égypte, atteignant le stade des quarts de finale.

## Palmarès
- Championnat des Émirats arabes unis : 2016